# Đoan Hòa Hoàng quý phi
Đoan Hòa Hoàng quý phi Vương thị (chữ Hán: 端和皇貴妃王氏, ? - 1553), là một phi tần của Minh Thế Tông Gia Tĩnh Hoàng đế. Bà nổi tiếng là cùng Trang Thuận hoàng quý phi Thẩm thị có được việc [Lưỡng phong Hoàng quý phi] trong lịch sử Trung Quốc.

## Minh triều phi tần
Hoàng quý phi họ Vương, không rõ sinh năm nào, có lẽ là trạc tuổi với Cung Hi Trinh Tĩnh Quý phi Văn thị (恭僖貞靖貴妃文氏), cung nữ của Tưởng Thái hậu.
Năm 1530, Gia Tĩnh năm thứ 9, Vương thị dự tuyển tú nữ nhập cung, lúc này còn rất nhỏ. Năm 1531, Vương thị được sắc phong làm Trang tần (莊嫔), một trong Cửu tần ngụ ở hoàng cung. Ngày 2 tháng 3, khi được sơ phong, Thẩm thị đứng thứ 8 trong số Cửu tần. Ngoài Thẩm thị, còn có tám người nữa là: Đức tần Phương thị, Khang tần Đỗ thị, Lệ tần Diêm thị, Hiền tần Trịnh thị, Hòa tần Lư thị, Cung tần Giang thị, Hy tần Thẩm thị. Năm 1536, Vương thị sinh hạ Trang Kính Thái tử (莊敬太子), cùng năm sách phong Chiêu phi (昭妃), Đỗ Khang tần phong Khang phi, còn Thần phi Thẩm thị cùng Lệ phi Diêm thị tấn phong Quý phi.
Năm thứ 20 (1540), Gia Tĩnh đế ra chỉ dụ đồng tấn phong Quý phi Thẩm thị và Chiêu Quý phi Vương thị làm Hoàng quý phi, từ đó xảy ra việc [Lưỡng phong Hoàng quý phi] độc nhất trong lịch sử Trung Quốc. Thường thì hậu cung chỉ lập một Chính nhất phẩm Hoàng quý phi, nhưng ở đây Gia Tĩnh phá lệ cho hai người cũng hưởng một phân vị, xem ra là đối với Thẩm thị và Vương thị hết mực ân sủng. Thẩm thị trở thành Hoàng quý phi khi mới đôi muơi.
Minh Thế Tông là một người rất sùng Đạo giáo, vì muốn được bất tử mà ông đã cho mời rất nhiều phương sĩ vào cung luyện đan. Theo lời phương sĩ Đào Trọng Văn, nguyên liệu luyện thuốc là lấy kinh lần đầu của các thiếu nữ. Nghe theo lời đó, hoàng đế cho tuyển mộ khắp kinh thành hàng ngàn thiếu nữ tuổi từ 12 đến 15 để lấy nguyên liệu luyện đan. Để đảm bảo chất lượng máu, các cô gái thường xuyên bị bỏ đói và đánh đập, hơn 200 người đã chết vì đói khát, họ nảy sinh oán hận ngút trời, chỉ chờ dịp báo thù.Trong cung, Thế Tông sủng ái Vương Ninh tần và Tào Đoan phi. Tào thị đắc sủng nên sinh kiêu không coi ai ra gì, thậm chí còn mắng chửi các phi tần khác, lấn át cả Phương Hoàng hậu. Vương Ninh tần lại vừa bị thất sủng nên rất căm phẫn Tào Đoan phi. Năm Nhâm Dần, Gia Tĩnh năm thứ 21 (1542), đêm ngày 17 tháng 1 cùng năm, xảy ra sự kiện Sự biến hậu cung năm Nhâm Dần. Sau sự kiện vô tiền khoáng hậu này, Tào Đoan phi bị xử lăng trì, Hoàng quý phi Vương thị thương Thường An công chúa, con của Tào Đoan phi mồ côi mẹ từ nhỏ, nên nhận dưỡng mục rất tận tình, tuy nhiên công chúa mất khi chưa đến tuổi thành hôn bốn năm sau đó, có thể là do ám ảnh cái chết của sinh mẫu.
Năm 1549, Thế Tông làm lễ trưởng thành cho Hoàng tử. Trong buổi lễ, bị cảm lạnh rồi qua đời 2 ngày sau đó, táng tại Thiên Thọ Sơn, Minh Thập Tam lăng. Năm Gia Tĩnh thứ 32 (1552), hoàng quý phi qua đời, không rõ bao nhiêu tuổi, được truy thụy Đoan Hòa Cung Thuận Ôn Hi Hoàng quý phi (端和恭顺温僖皇贵妃) táng tại Tang lăng.